# Ruzan Mantashyan
Ruzan Mantashyan est une soprano arménienne née en 1990 à Erevan. Elle commence sa carrière en 2013 et se fait remarquer au Grand Théâtre de Genève dans les rôles de Mimi (la Bohème) en 2016 et de Marguerite (Faust) en 2018.

## Jeunesse et études
Elle étudie le piano dès l’âge de sept ans, puis commence les études vocales à 14 ans au Conservatoire Komitas d'Erevan. Elle fait ses débuts à l'âge de 17 ans dans une série de concerts avec l’orchestre philharmonique d’Arménie.
En 2010 elle entre au Centro Universale del Bel Canto de Mirella Freni. Elle part en 2012 à l’Université de Musique de Francfort dans la classe d’Hedwig Fassbender, où elle obtient son Master. En 2013, elle remporte le concours Toti Dal Monte en Musetta dans La Bohème.

## Carrière
En 2014, elle entre à l’Atelier lyrique de l’Opéra de Paris pour deux ans. Elle se produit ensuite sur différentes scènes prestigieuses : le Konzerthaus de Berlin, l’Opéra Bastille ou encore le Palais Garnier. Elle interprète en particulier Echo dans Ariane à Naxos de Richard Strauss, Fiordiligi dans Così fan tutte, l'Enfant dans L'Enfant et les Sortilèges de Maurice Ravel, Mimi dans la Bohème et Micaëla dans Carmen. Elle se fait particulièrement remarquer dans le rôle de Marguerite dans le Faust de Gounod au Grand Théâtre de Genève en 2018,.

## Prix
- en 2013, elle remporte le concours Toti Dal Monte en Musetta dans La Bohème.